# Aburistella
Aburistella is een geslacht van hooiwagens uit de familie Assamiidae.
De wetenschappelijke naam Aburistella is voor het eerst geldig gepubliceerd door Lawrence in 1947. 

## Soorten
Aburistella is monotypisch en omvat slechts de volgende soort:
- Aburistella flava